# 布魯斯·卡明斯
布魯斯·卡明斯（英語：Bruce Cumings）（1943年9月5日—）是一名美國東亞研究者、歷史學家，專門研究朝鮮半島、當代國際關係。曾經擔任芝加哥大學歷史系主任。他以Origins of the Korean War第一卷獲得費正清獎。

## 生平
出生於紐約州羅徹斯特，但在父親任職學校行政人員的艾奧瓦州和俄亥俄州長大。在連續五個暑假做暑期工以後（其中三個是在克利夫蘭的共和鋼鐵廠）以及在棒球隊獎學金幫助之下，他成功入讀丹尼森大學並且於1965年畢業於該校心理學系。隨後他在駐朝鮮半島的和平隊服務，接著從印第安納大學取得碩士學位，再在1975年從哥倫比亞大學取得博士學位。其後，他先後任教於斯沃斯莫爾學院、華盛頓大學、西北大學和芝加哥大學，並且在1999年當選美国文理科学院院士。
他的現任妻子是韓國出身的學者禹貞恩，兩人育有兩名兒子。

## 學術和知識
他是關心亞洲學者委員會的骨幹成員之一，有關朝鮮戰爭的言論一直被視為帶有歷史修正主義色彩。

## 主要出版
- The Origins of the Korean War (2 vols). Princeton University Press, 1981, 1990.
- Korea: The Unknown War by Jon Halliday and Bruce Cumings, London: Viking Press, 1988. 簡明的韓戰攝影新聞
- War and Television. Verso, 1993.
- Korea's Place in the Sun: A Modern History. Norton, 1997. 中譯本：朝鮮半島現代史 2022年6月 左岸文化出版
- Parallax Visions: Making Sense of American-East Asian Relations. Duke University Press, 1999, paperback 2002.
- North Korea: Another Country. The New Press, 2004.
- co-author, Inventing the Axis of Evil. The New Press, 2005.
- Dominion from Sea to Sea: Pacific Ascendancy and American Power (New Haven: Yale University Press,  2009).
- The Korean War: A History. Modern Library Chronicles, 2010